# Hällsjösjön
Hällsjösjön är en sjö i Kramfors kommun i Ångermanland och ingår i Ångermanälven-Gådeåns kustområde. Sjön har en area på 0,0534 kvadratkilometer och ligger 54,4 meter över havet.

## Delavrinningsområde
Hällsjösjön ingår i det delavrinningsområde (699659-158877) som SMHI kallar för Ovan 699631-159097. Medelhöjden är 112 meter över havet och ytan är 12,83 kvadratkilometer. Räknas de 4 avrinningsområdena uppströms in blir den ackumulerade arean 41,18 kvadratkilometer. Avrinningsområdets utflöde Svedjeån (Edsån) mynnar i havet. Avrinningsområdet består mestadels av skog (69 procent), öppen mark (11 procent) och jordbruk (13 procent). Avrinningsområdet har 0,05 kvadratkilometer vattenytor vilket ger det en sjöprocent på 0,4 procent.